# Eulogio González Íscar
Eulogio González Íscar (Pozaldez (Valladolid)), 11 de marzo de 1818 - Valladolid, 17 de enero de 1897) fue un militar y político liberal español, participante en las guerras carlistas y Ministro de la Guerra de España.

## Biografía
De familia modesta, ingresó en el cuerpo de infantería en el año 1836, en la escuela de grados de Valladolid. Al segundo año fue destinado al cuerpo de ejército del centro contra los carlistas. Participó en varias acciones de guerra donde fue herido y ascendió por su heroísmo.
Siempre estuvo a favor de las tesis liberales, primero al lado del General Espartero y después como miembro activo en los pronunciamientos promovidos por el General Prim. Intervino en la Revolución de 1868, en la que fue ascendido al grado de brigadier.
Ocupó varias capitanías generales, Capitán General de Valencia, Granada y Vascongadas, fue nombrado Ministro de la Guerra por el gobierno republicano de Francisco Pi y Margall, cartera que ocupó también con Nicolás Salmerón. Nombrado Capitán General de Castilla la Vieja el 6 de diciembre de 1873, por el presidente del Gobierno de la República Emilio Castelar.
Durante la restauración de Alfonso XII fue detenido como sospechoso de conspiración republicana.
Fue elegido senador en 1881 por León, y en 1884 por Valladolid, siendo ya teniente general. En 1885 fue nombrado gobernador militar de Burgos, donde permaneció hasta 1890, año en que acabó su carrera militar.
Se casó tres veces y tuvo cinco hijos, de los que solo le sobrevivieron dos.

## Ideología
Comprometido con las ideas progresistas de su tiempo, estuvo relacionado con los sucesos más trascendentales del reinado de Isabel II, Amadeo de Saboya, la Primera República y el reinado de Alfonso XII.
Durante su vida guardó lealtad a los generales Espartero y Prim, defendió los principios de La Gloriosa y fue un apasionado de su pueblo, Pozaldez.